# Roque de las Heras
Roque de las Heras Miguel (La Horra, Burgos,1944) es un economista, empresario y editor español, fundador del Centro de Estudios Financieros (CEF) y de la Universidad a Distancia de Madrid (UDIMA), de los que fue presidente hasta 2018. En 2019  recibió el Premio a la Trayectoria Profesional del Consejo General de Economistas de España, entre otras distinciones.

## Trayectoria Profesional
Es diplomado en Filosofía y Letras y licenciado en Ciencias Económicas y Empresariales por la Universidad Complutense de Madrid. En 1972 superó las oposiciones a Técnico de Hacienda (Contador del Estado) y ejerció durante un tiempo en San Sebastián. Poco después se integró en el Cuerpo de Subinspectores de los Tributos y preparó su ingreso al Cuerpo de Interventores y Auditores del Estado. Su amplia experiencia como opositor le llevó a dedicar gran parte de su vida a la formación, siendo su mayor preocupación la empleabilidad, la conexión de los estudios con lo que demandaba el mundo empresarial y la función pública.
Su dedicación a la formación es paralela a su aprendizaje y desarrollo profesional. Sus primeras clases a niños y jóvenes fueron mientras estudiaba la carrera, primero de Lengua y posteriormente de Contabilidad. Tras acceder a la administración pública en 1972, al Cuerpo de Contadores del Estado, empezó a colaborar en la formación de sus propios compañeros, quienes le pidieron ayuda para preparar el ejercicio de Contabilidad y ese fue el origen de lo que  posteriormente sería el Centro de Estudios Financieros (CEF), en sus inicios una escuela de preparación para el ingreso en la Administración Pública. Así, junto a Virgilio Martínez alquiló un aula en la academia Mariano de Cavia, en la Avenida Menéndez Pelayo de Madrid, para atender a un grupo de 15 alumnos. También contó con la colaboración de su padre, Francisco de las Heras, que colaboraba en las tareas de administración. A partir de entonces fue creciendo el número de alumnos y también las necesidades de infraestructuras. En 1978, el CEF  se trasladó a la calle Viriato, amplió el número de aulas para turnos de tarde y noche y se editaron los primeros manuales, con la colaboración de su esposa, Aurora García. Esta labor editorial  se amplió con los años conformando la editorial “Centro de Estudios Financieros”, que edita numerosos manuales sobre temas fiscales, jurídicos y contables, entre otros, además de revistas especializadas en estas temáticas.
Hacia 1980 Roque de las Heras consideró necesario ampliar la formación del mundo de las oposiciones al sector empresarial, con la preparación de contables y asesores fiscales, y también dirigió su atención a la formación a distancia, creándose los primeros cursos para alumnos de diferentes partes de España. En 1981 creó la Revista de Contabilidad y Tributación, que inicialmente fue bimestral para luego ser mensual, siendo un referente para profesionales de la tributación y funcionarios del Ministerio de Hacienda.
En 1984 dio un nuevo impulso al Centro de Estudios Financieros incorporando postgrados, másteres en diversas áreas, y creando una Bolsa de Trabajo y Emprendedores, pues su máxima preocupación era ligar la formación a la empleabilidad y el fomento empresarial. El espaldarazo final al crecimiento del CEF fue la creación de la Universidad a Distancia de Madrid, que fue aprobada por la Asamblea de Madrid en 2006. También expandió el Centro de Estudios Financieros a Barcelona (1986) y Valencia (1997).
Fue el fundador del  “Premio Estudios Financieros” que desde 1990 reconoce la investigación e innovación empresariales.

## Reconocimientos
- 2017 - Titulado Mercantil y Empresarial del Año por el Ilustre Colegio Central de Titulados Mercantiles y Empresariales de Madrid.[13]
- 2019 - Premio a la Trayectoria Profesional, Consejo General de Economistas de España (EC-CGE).[3]
- 2019 - Medalla al Mérito Profesional, Escuela Española de Mediación y Resolución de Conflictos.[14]
- 2021 - Premio Corporate a la Divulgación Financiera.[15]
- 2024 - Premio de Honor Hermano Celestino Iniciativa Emprendedora.[16][17]